# Chincha
Chincha é uma província do Peru localizada na região de Ica. Sua capital é a cidade de Chincha Alta.

## Distritos
- Alto Larán
- Chavín
- Chincha Alta
- Chincha Baja
- El Carmen
- Grocio Prado
- Pueblo Nuevo
- San Juan de Yanac
- San Pedro de Huacarpana
- Sunampe
- Tambo de Mora